# Юліан Мишо

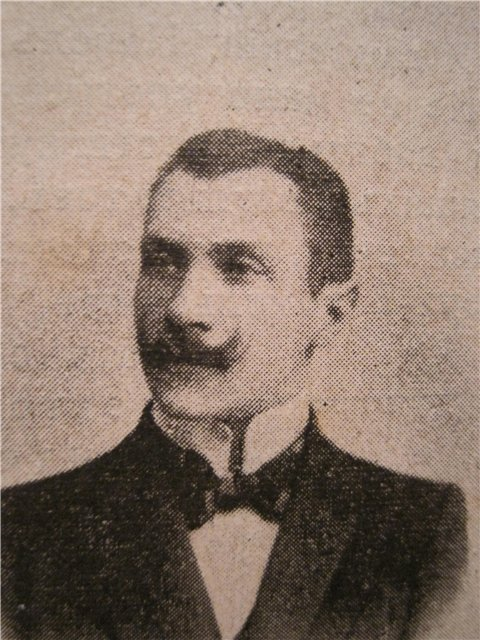
Юліан Мишо

Юліан Олександрович Мишо — російський фехтувальник французького походження кін. XIX — поч. XX ст., учасник Олімпіади 1900 року, учитель видатного українського фехтувальника Петра Заковорота.
Дата народження та смерті невідомі. Імовірно - військовий армії Російської імперії французького походження. Служив у Варшаві. У Варшавській фехтувально-гімнастичній школі навчав Петра Заковорота фехтуванню.
1900 року Мишо та Заковорот взяли участь у змаганнях з шаблі на ІІ Олімпійських іграх в Парижі. В фіналі Юліан Мишо зайняв 5 місце.
1910 року представляв Російську імперію на великому міжнародному турнірі в Парижі, де не показав призових результатів, а третє місце зайняв П. Заковорот.
Подальша доля невідома.